# Stałość (fitosocjologia)
Stałość fitosocjologiczna gatunku (S) – cecha syntetyczna gatunku oznaczana w fitosocjologi. Określa względną częstość występowania danego gatunku w obrębie syntaksonu. Wyraża się ją w procentach fitocenoz, w których występuje dany gatunek w stosunku do ogólnej liczby fitocenoz zaliczonych do danego syntaksonu.
Często wyraża się stałość w pięciostopniowej tzw. skali stałości (I-V):
- I – 1–20% wystąpień
- II – 21–40%
- III – 41–60%
- IV – 61–80%
- V – 81–100%